# الفرد ساگدر
آلفرد ساگدر (انگلیسی: Alfred Sageder; ۲۹ سپتامبر ۱۹۳۳ – 2017 (aged 83)) قایقران روئینگ اهل اتریش بود.
وی در مسابقات کشوری و بین‌المللی در مجموع برندهٔ ۳ مدال نقره، ۳ مدال برنز شده‌است.